# Европска демократска странка
Европска демократска странка (фр. Parti démocrate européen — итал. Partito Democratico Europeo) је европска политичка партија.
ЕДП је центристичка и социјал-либерална странка, која је основана 9. децембра 2004.
ЕДП су створили дисиденти из Европске народне партије у сукобу са конзервативном политиком те странке и узевши као узор америчку Демократску странку. Главни оснивачи ЕДП-а су били Француски демократски покрет и италијанска Бела Рада.
2008. године ЕДП ће са Демократском странком САД и још неколико странака у свијету створити међународну организацију Алијанса демократа.
ЕДП има 10 посланика у заједничкој посланичкој групи са Партијом савеза либерала и демократа за Европу под називом Савез либерала и демократа за Европу у Европском парламенту. Тренутно ко-председници ЕДП-а су Франсоа Бајру и Франческо Рутели.

## Чланови
| Држава     | Партија                                                                                             | Посланици |
| ---------- | --------------------------------------------------------------------------------------------------- | --------- |
| Белгија    | Покрет грађана за промене (Mouvement des Citoyens pour le Changement — MCC)                         | 0         |
| Чешка      | Пакт промене (Cesta změny)                                                                          | 0         |
| Чешка      | Странка за отворено друштво (Strana pro otevřenou společnost — SOS)                                 | 0         |
| Кипар      | Европска странка Кипра (Evropaiko Komma)                                                            | 0         |
| Француска  | Француски демократски покрет (Mouvement Démocrate — MoDem)                                          | 6         |
| Италија    | Алијанса за Италију* (Alleanza per l'Italia)                                                        | 1         |
| Литванија  | Лабуристичка странка Литваније (Darbo Partija — DP)                                                 | 1         |
| Сан Марино | Народни савез демократа Сан Марина (Alleanza Popolare dei Democratici Sammarinesi)                  | -         |
| Словачка   | Народна странка — Покрет за демократску Словачку (Ľudová strana — Hnutie za demokratické Slovensko) | 0         |
| Шпанија    | Баскијска националистичка странка (Partido Nacionalista Vasco / Euzko Alderdi Jeltzalea — PNV/EAJ)  | 1         |
|            | независан посланик                                                                                  | 1         |

* Наследник Беле Раде.